# Joachim-Ernst Berendt
Pour les articles homonymes, voir Berendt.
Joachim-Ernst Berendt (20 juillet 1922 à Berlin - 4 février 2000 à Hambourg) est un journaliste allemand, auteur de livres de musique et producteur spécialisé en Jazz.

## Biographie
Joachim-Ernst Berendt est né à Berlin le 20 juillet 1922. Il écrit 33 livres, traduits en 16 langues, la plupart sur la musique, dont l'une des références les plus reconnues sur l'histoire du jazz, The Jazz Book.
Joachim-Ernst Berendt est heurté par une voiture le 3 février 2000, et il est mort des suites de ses blessures à l'hôpital de Hambourg le lendemain.

## Publications
- 1991 : The World Is Sound: Nada Brahma: Music and the Landscape of Consciousness, Inner Traditions
- 1992 : The Jazz Book: From Ragtime to Fusion and Beyond, avec Gunther Huesmann, Lawrence Hill & Company, New York
- 1992 : The Third Ear: On Listening to the World avec Tim Nevil
- 1996 : Klangräume